# The Flim-Flam Man
The Flim-Flam Man  (Brasil: O Magnífico Farsante ) é um filme estadunidense   de 1967, dos gêneros aventura, comédia e drama, dirigido por Irvin Kershner, roteirizado por William Rose, baseado no livro Ballad of the Flim-Flam Man de Guy Owen, música de Jerry Goldsmith.

## Sinopse
Sul dos Estados Unidos, um veterano farsante toma um jovem desertor como aprendiz e juntos aplicam golpes nas localidades onde passam. 

## Elenco
- George C. Scott ....... Mordecai Jones
- Michael Sarrazin ....... Curley
- Sue Lyon ....... Bonnie Lee Packard
- Harry Morgan ....... Xerife Slade
- Jack Albertson ....... A. E. . Packard
- Alice Ghostley ....... Mrs. Packard
- Albert Salmi ....... Auxiliar Meshaw
- Slim Pickens ....... Jarvis Bates
- Strother Martin ....... Lovick
- George Mitchell ....... Tetter
- Woodrow Parfrey ....... gerente do supermercado
- Jay Ose
- Raymond Guth